# Соколов Іван Іванович (партійний діяч)
Іван Іванович Соколов (січень 1902, село Голяді Клинського повіту Московської губернії, тепер Московської області, Російська Федерація — червень 1980, місто Чернівці) — радянський державний діяч, голова Рязанського облвиконкому, голова Ізмаїльського міськвиконкому. Депутат Верховної ради Російської РФСР 1-го скликання.

## Життєпис
Народився в родині селянина-бідняка. Закінчив трикласну початкову школу в селі Голяді, в 1913 році — двокласне залізничне училище на станції Клин Миколаївської залізниці.
З травня 1917 до листопада 1919 року — хлопчик контори акціонерного товариства «Богатир». У 1919 році вступив до комсомолу.
У листопаді 1919 — грудні 1920 року — голова Клинського повітового комітету комсомолу Московської губернії.
Член РКП(б) з грудня 1919 року.
У грудні 1920 — червні 1921 року — секретар Давидковського волосного комітету РКП(б) Клинського повіту Московської губернії. З червня до серпня 1921 року працював у господарстві батька в селі Голяді.
У серпні 1921 — червні 1924 року — відповідальний секретар Клинського повітового комітету комсомолу Московської губернії.
У червні 1924 — листопаді 1925 року — завідувач Клинського повітового відділу народної освіти Московської губернії.
У грудні 1925 — березні 1928 року — червоноармієць 26-го Одеського прикордонного загону військ ОДПУ в місті Одесі.
У березні 1928 — травні 1929 року — відповідальний секретар Давидковського волосного комітету ВКП(б) Клинського повіту Московської губернії.
У травні — серпні 1929 року — інструктор, завідувач організаційного відділу Клинського повітового комітету ВКП(б). У серпні 1929 — січні 1930 року — завідувач організаційного відділу Клинського районного комітету ВКП(б).
У січні — червні 1930 року — уповноважений Московської окружної контрольної комісії — робітничо-селянської інспекції. У червні — вересні 1930 року — інспектор Московської окружної контрольної комісії — робітничо-селянської інспекції.
У вересні 1930 — листопаді 1931 року — завідувач організаційного відділу Сходненського районного комітету ВКП(б) Московської області. У листопаді 1931 — березні 1933 року — завідувач організаційного відділу Куровського районного комітету ВКП(б) Московської області.
З березня до липня 1933 року навчався в Будинку партійної освіти Московського обласного комітету ВКП(б) у місті Звенигороді Московської області.
У липні 1933 — січні 1934 року — завідувач організаційного відділу, в січні 1934 — березні 1935 року — заступник секретаря Куровського районного комітету ВКП(б) Московської області.
У березні 1935 — жовтні 1936 року — 2-й секретар Рязанського районного комітету ВКП(б) Московської області.
У жовтні 1936 — жовтні 1937 року — 1-й секретар Веневського районного комітету ВКП(б) Московської області.
16 жовтня 1937 — лютому 1938 року — 2-й секретар Організаційного бюро ЦК ВКП(б) по Рязанській області.
У лютому — липні 1938 року — в.о. 3-го секретаря, в липні — листопаді 1938 року — 3-й секретар Рязанського обласного комітету ВКП(б).
15 жовтня 1938 — січень 1940 року — голова Організаційного комітету Президії Верховної ради РРФСР по Рязанській області.
У січні 1940 — липні 1941 року — голова виконавчого комітету Рязанської обласної ради депутатів трудящих.
У 1941—1945 роках служив у Червоній армії, учасник німецько-радянської війни. З липня до вересня 1941 року — слухач курсів удосконалення вищого політичного складу РСЧА в селищі Власиха Московської області. У вересні 1941 — липні 1943 року — військовий комісар 18-ї запасної стрілецької бригади в місті Іжевську. У липні 1943 — квітні 1944 року — секретар партійної комісії Московської особливої армії протиповітряної оборони (ППО). У квітні 1944 — жовтні 1945 року — заступник командира з політичної частини 1760-го зенітно-артилерійського полку 57-ї зенітно-артилерійської дивізії Центрального фронту ППО.
У листопаді 1945 — жовтні 1947 року — голова виконавчого комітету Ізмаїльської міської ради депутатів трудящих.
У жовтні 1947 — жовтні 1948 року — завідувач відділу культосвітніх установ виконавчого комітету Ізмаїльської обласної ради депутатів трудящих.
У жовтні 1948 — червні 1954 року — голова Ізмаїльської обласної ради професійних спілок. У листопаді 1952 — липні 1953 року — слухач Вищих курсів професійного руху при ВЦРПС у Москві.
У червні 1954 — лютому 1962 року — секретар Чернівецької обласної ради професійних спілок.
З лютого 1962 — персональний пенсіонер союзного значення в Чернівцях. Помер у червні 1980 року.

## Звання
- майор

## Нагороди та відзнаки
- орден Червоної Зірки
- медалі